# 勒绍谢
勒绍谢（法語：Le Chauchet，法語發音：[lə ʃoʃɛ]）是法国克勒兹省的一个市镇，属于欧比松区。

## 地理
勒绍谢（46°6'27"N, 2°20'1"E）面积10.62 平方千米，位于法国新阿基坦大区克勒兹省，该省份为法国中部省份，位于法國中央高原西北部，北起安德尔省和谢尔省，西接维埃纳省，南至科雷兹省，东临多姆山省，东北与阿列省接壤。
与勒绍谢接壤的市镇（或旧市镇、城区）包括：佩拉拉诺尼耶尔、圣于连勒沙泰勒、圣卢、圣普列斯特、塔尔德。

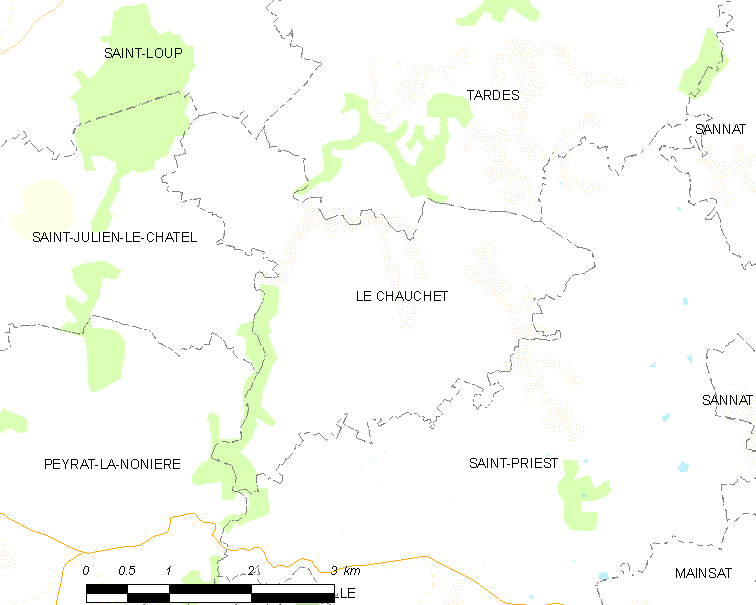
勒绍谢的OSM定位图

勒绍谢的时区为UTC+01:00、UTC+02:00（夏令时）。

## 行政
勒绍谢的邮政编码为23130，INSEE市镇编码为23058。

## 政治
勒绍谢所属的省级选区为古宗县。

## 人口

1962-2008年间勒绍谢人口变化图示

勒绍谢于2022年1月1日时的人口数量为105人。